# Pla Carrington-Cutileiro

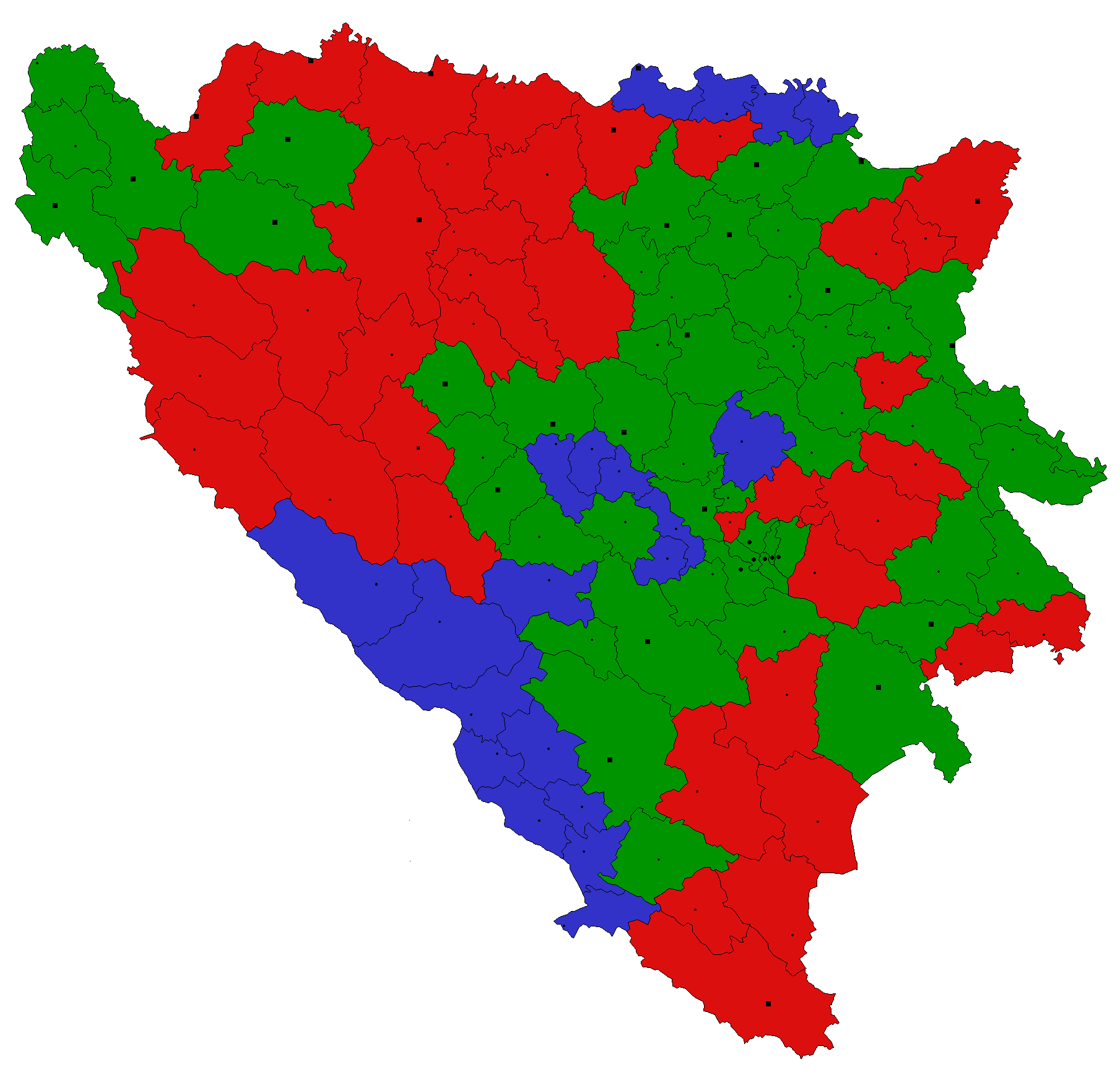
Pla Carrington-Cutilero. Mapa de Bòsnia-Hercegovina amb la repartició proposada. En verd: cantons bosníacs, en vermell: serbis, en blau: croats

El pla Carrington–Cutileiro fa referència al pla de pau proposat per Lord Carrington i l'ambaixador portuguès José Cutileiro com a resultat de la conferència de pau de la CE que va tenir lloc el febrer de 1992 amb l'objectiu d'evitar una guerra definitiva a Bòsnia-Hercegovina. Va ser conegut també com a Acord de Lisboa (Lisabonski sporazum en serbocroat). Proposava que una distribució de poder en termes ètnics i una devolució del govern central a les diferents comunitats ètniques locals. Els diferents districtes de Bòsnia-Hercegovina serien classificats com a bosníacs/musulmans, serbis o croats d'acord amb el pla, encara que en alguns la majoria ètnica d'un grup pogués estar lluny de ser evident.
L'11 de març de 1992 l'Assemblea Nacional de la República Sèrbia va rebutjar el pla de manera unànime, proposant un mapa propi que reclamava gairebé 2/3 del territori de Bòsnia, amb ciutats partides a nivell ètnic i enclavaments aïllats, deixant a musulmans i croats en una porció de territori sense continuïtat en el centre del país. Cutileiro va rebutjar la proposta sèrbia i va revisar un altre esborrany que proposava tres unitats constituents que estaria «basades en els principis nacionals i tenint en compte diferents criteris: econòmics, geogràfics i d'altres tipus.»
El 18 de març de 1992 les tres parts van arribar a un acord. Alija Izetbegović dels bosníacs, Radovan Karadžić dels serbis i Mate Boban dels croats. Però el 28 de març de 1992, després d'una trobada a Sarajevo amb l'ambaixador americà a Iugoslàvia, Warren Zimmermann, Izetbegović va desdir-se de la seva signatura i va oposar-se a la divisió proposada per a Bòsnia.
El desembre de 1995, José Cutileiro va lamentar en una carta a la revista The Economist el fracàs del pla, que posteriorment també va adjuntar en documents per al Tribunal Penal Internacional per a l'antiga Iugoslàvia. Traducció d'un extracte a continuació:

Després de diferents rondes de negociació els nostres «principis per a uns futurs acords constitucionals per a Bòsnia-Hercegovina» van ser acordats per les tres parts (musulmans, serbis i croats) a Sarajevo el 17 de març de 1992 com a base per a futures negociacions. Aquests van continuar, incloent-hi mapes i altres fins a l'estiu, quan els musulmans van renegar de l'acord. Si no ho haguessin fet, la qüestió bosniana podia haver-se resolt més aviat, amb una pèrdua menor (majoritàriament musulmana) de vides i terres. Per ser justos, el president Izetbegović i els seus ajudants van ser encoratjats a tirar per terra aquell acord per tal de lluitar per un estat bosnià unitari per estrangers benintencionats que pensaven que en sabien més...